# Oku Yasukata
 (mars 2017).
Si vous disposez d'ouvrages ou d'articles de référence ou si vous connaissez des sites web de qualité traitant du thème abordé ici, merci de compléter l'article en donnant les références utiles à sa vérifiabilité et en les liant à la section « Notes et références ».
Oku Yasukata est un nom japonais traditionnel ; le nom de famille (ou le nom d'école), Oku, précède donc le prénom (ou le nom d'artiste).
Le comte Oku Yasukata (奥 保鞏, Oku Yasukata, Kokura, 5 janvier 1847 - Tokyo, 19 juillet 1930) est un général de l'armée impériale japonaise.

## Biographie
Il remporte de nombreuses victoires militaires en Mandchourie contre les Chinois lors du conflit sino-japonais de 1894-1895 puis dans la guerre entre la Russie et le Japon en 1904-1905 sous les ordres du maréchal Ōyama Iwao, notamment à la bataille de Mukden.
Oku Yasukata est né à Fukuoka. Il est issu d'une famille de samouraïs de la province de Buzen (plus précisément du domaine de Kokura). Il se joignit aux forces militaires du domaine voisin de Chōshū pour aider ceux-ci à combattre le shogunat des Tokugawa et à instaurer l'ère Meiji.
Il devint comte en 1907 et prit sa retraite en 1911 recevant le titre de maréchal.
Il fut décoré de l'Ordre du Milan d'or en 1906. Il représenta son pays en France avant la guerre russo-japonaise.